# Jürgen Möller (Historiker)

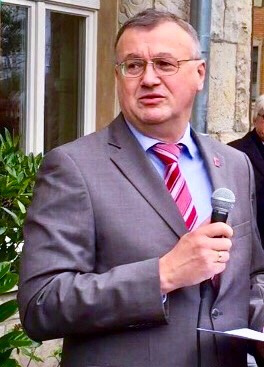
Jürgen Möller am 17. April 2016 zur Eröffnung des Ausstellungsraumes im Capa-Haus

Jürgen Möller (* 27. August 1959 in Gotha) ist ein deutscher Militärhistoriker. Schwerpunkt seiner Arbeit ist die Erforschung des Kriegsendes in Deutschland 1944/1945 mit besonderer Beachtung der amerikanischen Besetzung Mitteldeutschlands.

## Leben und Wirken
Jürgen Möller wuchs in Gotha im Bezirk Erfurt auf, war nach einer Berufsausbildung mit Abitur von 1979 bis 2014 Offizier der Nationalen Volksarmee und der Bundeswehr. Bereits seit Anfang der 1990er Jahre forschte Möller in seiner Freizeit zum Kriegsende und publizierte von 2003 bis 2007 im Arps Verlag Weißenfels. Seit seiner Pensionierung im Jahr 2014 widmete er sich neben der Tätigkeit als Buchautor dem Beruf des Militärhistorikers und wirkt unter anderem an der Erstellung von militärhistorischen Rekonstruktionen zur Erkennung von Kampfmittelbelastungen mit. Seit 2010 veröffentlicht Möller seine Forschungsergebnisse zur amerikanischen Besetzung Mitteldeutschlands im Rahmen der Dokumentationsreihe „Das Kriegsende in Mitteldeutschland 1945“ beim Verlag Rockstuhl Bad Langensalza. Seine Ergebnisse stellt er regelmäßig in Vorträgen vor und ist auch als Berater für Fernsehproduktionen zur Geschichte Mitteldeutschlands gefragt. Möller recherchiert weltweit, so hat er insbesondere bei der Suche nach dem Namen des letzten Toten des Krieges (so nannte der amerikanische Kriegsfotograf Robert Capa sein später berühmt gewordenes Foto Last man to die) den entscheidenden Hinweis geliefert, dass 67 Jahre nach Kriegsende die Identität des amerikanischen Soldaten Raymond J. Bowman aufgeklärt werden konnte, der von einem deutschen Scharfschützen tödlich auf einem Balkon in Leipzig-Lindenau getroffen wurde.
In seiner 2017 beim Verlag Rockstuhl erschienenen Spezialausgabe Konzentrationslager Buchenwald Weimar im April 1945 — Wer befreite Buchenwald konnte Möller anhand amerikanischer Unterlagen den wissenschaftlichen Nachweis erbringen, dass entgegen bisheriger Erkenntnisse Einheiten der 4th US Armored Division bereits vor der 6th US Armored Division, die als Erste über Funk vom Fund des Lagers berichtete, das Lager Buchenwald erreichten und somit alle weiteren Ereignisse auslösten, die zur endgültigen Befreiung des KZ Buchenwald führten.
Jürgen Möller ist verheiratet und lebt in Winkelhaid bei Nürnberg.

## Militärwissenschaftliche Werke (Auswahl)
- Der Kampf um den Harz April 1945, Bad Langensalza: Rockstuhl, 2011, 1. Auflage, ISBN 978-3-86777-257-0
- Endkampf an der Mulde 1945, Bad Langensalza: Rockstuhl, 2012, 1. Auflage, ISBN 978-3-86777-334-8
- Sturmlauf von der Werra zur Saale April 1945, Verlag Rockstuhl, 2016, 1. Auflage, ISBN 978-3-86777-647-9
- Panzerkeile auf der Thüringer Autobahn April 1945, Verlag Rockstuhl 2017, 1. Auflage, ISBN 978-3-86777-648-6
- Der Kampf um die Thüringer Pforte April 1945, Verlag Rockstuhl 2019, 12. Band, 1. Auflage, ISBN 978-3-95966-109-6
- Konzentrationslager Buchenwald und Besetzung von Weimar 1945, Spezialausgabe, Verlag Rockstuhl 2017, ISBN 978-3-95966-274-1
- Konzentrationslager Mittelbau-Dora, Spezialausgabe, Verlag Rockstuhl 2018, ISBN 978-3-95966-390-8
- Die letzte Schlacht–Leipzig 1945, Verlag Rockstuhl 2014, ISBN 978-3-86777-687-5
- Kriegsschauplatz Leipziger Südraum 1945, Verlag Rockstuhl 2010, ISBN 978-3-86777-168-9
- Der Kampf um Weißenfels April 1945, Verlag Rockstuhl 2020, ISBN 978-3-95966-401-1
- Kriegsschauplatz Thüringer Wald April 1945, Verlag Rockstuhl 2021, ISBN 978-3-95966-110-2
- Der Kampf um die Thüringer Waffenschmiede April 1945, Verlag Rockstuhl 2022, ISBN 978-3-95966-111-9
- Kriegsende im Thüringer Schiefergebirge April 1945, Verlag Rockstuhl 2023, ISBN 978-3-95966-112-6
- Sturm auf die Erzgebirgsstellung April 1945, Verlag Rockstuhl 2024, ISBN 978-3-95966-113-3

## Ausstellungen/Medienproduktionen (Auswahl)
- 2005 The war is over – Weißenfels April 1945, Museum Schloss Neu-Augustusburg Weißenfels
- 2006–2008 Forward to the River Mulde – Die amerikanische Besetzung des Leipziger Südraumes im April 1945, Wanderausstellungen: Museum Stadt Pegau, Stadtmühle Groitzsch, Alte Mälzerei Zeitz, Museum der Stadt Borna, Schule Rötha, Heimatmuseum Kitzscher, Gymnasium Markkleeberg/Ortsteil Zöbiger, Gustav-Adolf-Museum Lützen,
- 2010 Die Besetzung des Landkreises Querfurt – 65 Jahre Kriegsende, Museum Burg Querfurt,
- 2013 1945 - Kriegsende in Zeitz und Umgebung, Museum Schloss Moritzburg Zeitz
- 2015 MDR-Dokumentation Verlorene Väter, vergessene Väter – als die Amis an die Saale kamen[5][6] als Fachberater
- 2017 War is over, Robert Capa in Leipzig, Dauerausstellung im Capa-Haus, Mitarbeit
- 2018 Die letzten Augenzeugen – Das Kriegsende im Grammetal, Produktionsberatung für den inzwischen mehrfach international preisgekrönten Dokumentarfilm[7][8]
- 2019 MDR Kultur Podcast-Serie Die geheimen Depots von Buchenwald von Peter-Hugo Scholz, Fachberater Teil 6/7[9]
- 2020 MDR–Dokumentation Der Retter von Gotha – Ritter von Gadolla[10] als Fachberater
- 2020 MDR/Arte–Dokumentation Die geheimen Depots von Buchenwald[11] als Fachberater
- 2025  Sonderausstellung Werdau Vor 80 Jahren. Kriegsende in Werdau und Umgebung.[12][13]

## Ehrungen
- 2006 Silberne Verdienstspange des Landesverbandes Bayern Volksbund Deutsche Kriegsgräberfürsorge e. V. für Verdienste um das Werk der Kriegsgräberfürsorge
- 2007 Mitteldeutscher Historikerpreis Ur-Krostitzer Jahresring 2007

## Sonstiges
Jürgen Möller war seit 2005 Mitglied einer amerikanischen Veteranenorganisation, der 69th Infantry Division (Torgau-Division), die als erste amerikanische Division bei Strehla an der Elbe mit den sowjetischen Truppen zusammentraf. An dieses historische Ereignis wird alle fünf Jahre im Rahmen der Elbe Day an der offiziellen Gedenkstätte in Torgau erinnert. Möller, der bis zur Auflösung Ehrenmitglied der Fighting 69th Infantry Div.Ass. war, und seit 2016 der Nachfolgeorganisation The 69the Infantry Division Next Generation Group angehört, wurde für sein Mitwirken bei der Verwirklichung einer Gedenktafel zur Erinnerung an die Gefallenen beider Seiten während der Kämpfe um Weißenfels im April 1945 und der Aufarbeitung der Geschichte anlässlich des 62. Jahrestages des Kriegsendes (in Europa) im April 2007 durch einen Vertreter des Generalkonsulats der Vereinigten Staaten von Amerika Leipzig mit der Gedenkplakette der 69th Infantry Division geehrt. Die Einweihung der Gedenktafel im Schloss Neu-Augustusburg Weißenfels erfolgte am 13. April 2005 im Rahmen eines Festaktes anlässlich des 60. Jahrestages des Kriegsendes (in Europa) im Beisein von Vertretern der Landesregierung Sachsen-Anhalt sowie Vertretern der Bundeswehr und US Army.